# Mobula
Mobula là một chi cá trong họ cá Myliobatidae (cá đuối đại bàng) thuộc bộ cá đuối ó Myliobatidae chúng có nhiều điểm tương đồng với cá đuối Manta vốn cũng là loài cùng họ. Nhiều loài trong chi này còn được gọi là cá đuối ma hay cá đuối bay, một trong những loài thuộc chi này là cá đuối quỷ có thể dài đến 5.2 m (17 ft) và nặng đến gần nửa tấn

## Các loài
Hiện hành trong chi này gồm các loài sau đây:
- Mobula eregoodootenkee Bleeker, 1859 (Pygmy devil ray)
- Mobula hypostoma Bancroft, 1831 (Lesser devil ray)
- Mobula japanica J. P. Müller & Henle, 1841 (Spinetail mobula)
- Mobula kuhlii J. P. Müller & Henle, 1841 (Shortfin devil ray)
- Mobula mobular Bonnaterre, 1788 (Devil fish)
- Mobula munkiana Notarbartolo di Sciara, 1987 (Munk's devil ray)
- Mobula rochebrunei Vaillant, 1879 (Lesser Guinean devil ray)
- Mobula tarapacana Philippi {Krumweide}, 1892 (Chilean devil ray)
- Mobula thurstoni Lloyd, 1908 (Bentfin devil ray)
- Mobula sp.Not yet described (Borneo devilray)